# BA.2.86
BA.2.86, también conocida como variante pirola, es una subvariante omicron del virus SARS-CoV-2, el causante del COVID-19. Se destaca por tener más de treinta mutaciones en su proteína de la espícula con picos. La subvariante, que se detectó por primera vez en una muestra en Dinamarca el 24 de julio de 2023, es preocupante debido a que ha dado un salto evolutivo a la par con la primera aparición del linaje omicron, más contagioso pero generalmente menos virulento. Es una mutación de la variante BA.2, que en sí misma, es una mutación muy temprana surgida de la familia. BA.2.86 fue designada como variante bajo seguimiento por la Organización Mundial de la Salud el 17 de agosto de 2023.

## Nomenclatura
Los medios de comunicación han utilizado el nombre coloquial "pirola" para describir la variante. La Red Mundial de la Salud (que no debe confundirse con la Organización Mundial de la Salud) ha recomendado utilizar un nombre de la astronomía, dada la amplia gama de nombres del campo. El usuario de Twitter @JPWeiland sugirió el oscuro asteroide joviano 1082 Pirola, "por su singularidad" y la posibilidad de cambiar la nomenclatura a Pi o Rho si fuera necesario. Es posible que de la combinación de ambos haya surgido el nombre. También es posible que el nombre del virus provenga del nombre de ese asteroide, inspirado a su vez en Pyrola minor, una planta de la familia de las ericáceas, denominada así por Carlos Linneo en 1753 debido a la forma de sus hojas (en latín, pequeña pera).